# Massive Development
Massive Development GmbH (ранее Massive Development GbR) — бывший разработчик компьютерных игр, работавший с 1994 по 2005 год базировавшийся в Мангейме, Германия. Компания наиболее известна постапокалиптическими научно-фантастическими играми Archimedean Dynasty и AquaNox.

## История
Massive Development была основана в 1994 году Александером Йориасом, Инго Фриком и Оливером Вайрихом в Мангейме под названием Massive Development GbR. Их первой работой было портирование игры The Settlers с Amiga на MS-DOS в 1994 году. В 1996 году они выпустили успешную научно-фантастическую компьютерную ролевую игру о подводных лодках Archimedean Dynasty, которая была издана Blue Byte.
В декабре 2000 года Massive Development была приобретена австрийским издателем JoWooD Entertainment. До 2000 года Massive Development разрабатывала собственный игровой движок, названный krass Engine, который использовался в играх серии AguaNox.
30 мая 2005 года студия была закрыта JoWooD, а разработка AquaNox: The Angel's Tears на PlayStation 2 была отменена.
Два основателя студии, Александер Йориас и Инго Фрик, начали работать над 3D-чатом с элементами социальной сети, названным Club Cooee.

## Разработанные игры
- The Settlers (порт на MS-DOS; 1994)
- Archimedean Dynasty[англ.] (1996)
- AquaNox (2001)
- AquaNox 2: Revelation (2003)
- AquaNox: The Angel’s Tears (отменена)